# Chely Wright
Pour les articles homonymes, voir Wright.
Chely Wright (de son vrai nom Rochelle Renee Wright) est née le 25 octobre 1970 à Kansas City, au Missouri. Cette chanteuse américaine de musique country a débuté en 1994. Elle reçoit cette année-là de l'Academy of Country Music un prix en tant que révélation féminine de l'année.
Son single Single White Female de l'album éponyme occupera la première place du Hot Country Songs (chart aux États-Unis concernant la country) en 1999.
En mai 2010, Chely Wright a publiquement fait son coming out en tant que lesbienne. En 2011, elle est l'une des têtes d'affiche du festival lesbien, le Dinah Shore. Elle est mariée depuis 2011 avec Lauren Blitzer. Le couple a deux fils, des jumeaux nés en 2013.

## Discographie
- 1994 - Woman in the Moon
- 1996 - Right In The Middle Of It
- 1997 - Let Me In
- 1999 - Single White Female
- 2000 - Part of Your World
- 2001 - Never Love You Enough
- 2003 - 20th Century Masters - The Millennium Collection: The Best of Chely Wright
- 2004 - Everything
- 2005 - The Metropolitan Hotel
- 2007 - The Definitive Collection
- 2010 - Lifted Off The Ground

## Filmographie
- 2001 : Le Grand Coup de Max Keeble (Max Keeble's Big Move) de Tim Hill : Mrs. Styles
- 2011 : The Dinah Girls (téléfilm) : elle-même
- 2012 : Sister, Oh, Sister (court métrage) : elle-même